# Massimo Donati
Massimo Donati (Sedegliano, Italia, 26 de marzo de 1981) es un exfutbolista y entrenador de fútbol italiano que jugaba de centrocampista. Actualmente dirige a la Sampdoria de la Serie B.

## Trayectoria

### Como jugador
Tras haber pasado por las categorías inferiores del Sedegliano, Ancona Udine y Donatello Calcio, Donati fue adquirido por el Atalanta y, con Bortolo Mutti como entrenador, debutó en el campeonato de la Serie B en la temporada 1999-00 y contribuyó al ascenso a la Serie A con 20 apariciones y un gol.En junio de 2001, fue transferido al AC Milan junto con Cristian Zenoni por 60 mil millones de liras.
Sin embargo, debido a la competencia en el club, no pudo mantener su puesto en el primer equipo tras su primera temporada, pasando la temporada 2002-03 cedido al Parma y luego al Torino. En la temporada 2003-04, su tercera como jugador del Milan, fue cedido al Sampdoria, antes de disfrutar de una exitosa etapa en el Messinadurante las temporadas 2004-05 y 2005-06. A pesar de encontrar su mejor nivel en el Messina, fue enviado a préstamo al Atalanta, para la temporada 2006-07.
El 29 de junio de 2007, fue fichado por el Celtic con un contrato de cuatro años por un precio de €2 millones. A medida que avanzaba la temporada, su rendimiento empezó a decaer, lo que provocó un cambio en las posiciones del mediocampo central, con Barry Robson y Paul Hartley. En mayo de 2008, se informó que quería regresar a la Serie A.
En agosto de 2009, fue transferido al Bari. A pesar del descenso en la temporada 2010-11, se quedó en el club a partir de la influencia de Vincenzo Torrente que lo convirtió en el capitán del equipo rojiblanco.
El 19 de enero de 2012, fue vendido al Palermo de la Serie A, firmando un contrato hasta 2014. Durante su estancia en el equipo, fue vicecapitán hasta la mitad de temporada, cuando Edgar Barreto asumió el lugar. Con Gian Piero Gasperini, fue utilizado casi exclusivamente como defensa central, encargado de generar el juego, y nunca como mediocampista central. 
En junio de 2013, se trasladó al Hellas Verona. Luego de disputar 20 encuentros, se marchó al Bari en agosto de 2014 donde jugó 35 partidos de liga y quedó entre los 15 mejores defensas de la Serie B, según el ranking de la Lega Serie B.
Tras finalizar su contrato en Italia, el 19 de julio de 2016 firmó un contrato con el Hamilton Academical de Escocia. En enero de 2018, el club anunció que habían acordado la rescisión de su contrato para que comenzara su carrera como entrenador. No obstante, a tan solo un mes de anunciar su retiro, firmó un contrato hasta final de temporada con el St. Mirren. Al final de la temporada, se coronó campeón de la Scottish Championship junto con el resto del equipo y decidió retirarse definitivamente del fútbol.

### Como entrenador
Poco después de retirarse del fútbol, Donati decidió seguir una carrera como entrenador, primero ayudando a Angelo Alessio y luego a Alex Dyer en el banco del Kilmarnock. El 25 de junio de 2021, fue nombrado técnico del U.S. Sambenedettese. El 31 de octubre, tras una derrota a domicilio por 3-1 ante el Vastogirardi y con el equipo antepenúltimo en la clasificación, fue relevado de sus funciones.
El 16 de junio de 2022, fue contratado oficialmente como entrenador del Legnago, que acababa de descender a la Serie D. Bajo su dirección, el equipo ganó el Grupo C a falta de una jornada, consiguiendo así el ascenso a la Serie C después de tan solo un año. Confirmado para la temporada 2023-24, el equipo culminó en el sexto puesto en la liga. Sin embargo, fue eliminado en segunda ronda por el Atalanta Sub-23, que se clasificó gracias a su mejor resultado en la temporada regular.
El 12 de junio de 2024, asumió al frente del Athens Kallithea FC. El 13 de diciembre, fue despedido de su cargo tras acumular ocho empates y seis derrotas en 14 partidos de liga.
En julio de 2025, fue contratado como técnico de la Sampdoria.

## Clubes

### Como jugador
| Club                | País    | Año       |
| ------------------- | ------- | --------- |
| Atalanta            | Italia  | 1999-2001 |
| AC Milan            | Italia  | 2001-2002 |
| Parma               | Italia  | 2002-2003 |
| Torino              | Italia  | 2003-2004 |
| Sampdoria           | Italia  | 2004-2006 |
| Messina             | Italia  | 2006-2007 |
| Atalanta            | Italia  | 2007      |
| Celtic              | Escocia | 2007-2009 |
| Bari                | Italia  | 2009-2012 |
| Palermo             | Italia  | 2012-2013 |
| Hellas Verona       | Italia  | 2013-2014 |
| Bari                | Italia  | 2014-2016 |
| Hamilton Academical | Escocia | 2016-2018 |
| St. Mirren          | Escocia | 2018      |

### Como entrenador
| Club                | País   | Año           |
| ------------------- | ------ | ------------- |
| U.S. Sambenedettese | Italia | 2021          |
| Legnago             | Italia | 2022-2024     |
| Athens Kallithea FC | Grecia | 2024          |
| Sampdoria           | Italia | 2025-presente |

## Palmarés

### Como jugador

#### Campeonatos nacionales
| Título                     | Club       | País    | Año     |
| -------------------------- | ---------- | ------- | ------- |
| Scottish Premiership       | Celtic     | Escocia | 2007-08 |
| Copa de la Liga de Escocia | Celtic     | Escocia | 2008-09 |
| Scottish Championship      | St. Mirren | Escocia | 2017-18 |